# Danae (dieren)
Danae is een geslacht van kevers uit de familie van de zwamkevers (Endomychidae).

## Soorten
- D. abdominalis (Weise, 1903)
- D. algoensis (Gorham, 1905)
- D. androgyna (Strohecker, 1974)
- D. armata (Arrow, 1920)
- D. atronotata (Pic, 1922)
- D. augusticlava (Strohecker, 1953)
- D. babaulti (Pic, 1922)
- D. borneensis (Strohecker, 1979)
- D. bulbifera (Weise, 1903)
- D. calcarata (Arrow, 1936)
- D. capnicera (Strohecker, 1953)
- D. caprella (Strohecker, 1949)
- D. castanea (Sasaji, 1978)
- D. cavicollis (Arrow, 1920)
- D. ciliatipes (Arrow, 1920)
- D. clauda (Arrow, 1925)
- D. compressa (Strohecker, 1960)
- D. curvicrus (Strohecker, 1953)
- D. curvipes (Arrow, 1920)
- D. chappuisi (Pic, 1946)
- D. chinensis (Strohecker, 1951)
- D. denticornis (Gorham, 1873)
- D. dentipes (Arrow, 1920)
- D. exhauriens (Strohecker, 1955)
- D. femoralis (Arrow, 1920)
- D. foveata (Strohecker, 1953)
- D. gazella (Strohecker, 1973)
- D. gestroi (Strohecker, 1967)
- D. globifera (Strohecker, 1953)
- D. goffarti (Pic, 1945)

- D. gracillima (Strohecker, 1968)
- D. heliobleta (Strohecker, 1953)
- D. hirsutipes (Strohecker, 1979)
- D. jucunda (Arrow, 1936)
- D. longicornis (Arrow, 1920)
- D. longipennis (Strohecker, 1953)
- D. microdera (Arrow, 1936)
- D. natalensis (Gerstaecker, 1858)
- D. nigricornis (Arrow, 1948)
- D. nigrosignata (Strohecker, 1944)
- D. orientalis (Gorham, 1873)
- D. ornata (Arrow, 1925)
- D. ovata (Arrow, 1948)
- D. parvidens (Strohecker, 1953)
- D. pulchella (Gestro, 1895)
- D. recta (Strohecker, 1973)
- D. rufescens (Pic, 1921)
- D. ruficornis (Pic, 1945)
- D. rufula (Reiche in Ferret & Galinier, 1847)
- D. senegalensis (Gerstaecker, 1858)
- D. sericea (Arrow, 1925)
- D. shibatai (Nakane, 1958)
- D. sibutensis (Pic, 1921)
- D. similis (Weise, 1903)
- D. taiwana (Chûjô, 1938)
- D. testacea (Ziegler, 1845)
- D. tibialis (Arrow, 1920)
- D. turneri (Arrow, 1948)
- D. uelensis (Strohecker, 1974)
- D. venustula (Gestro, 1895)